# Abudefduf nigrimargo
Abudefduf nigrimargo, conosciuto come sergente taiwanese o ア ミ メ オ ヤ ビ ッ チ ャ (Amimeoyabitcha) in giapponese. È una specie di pesce del genere Abudefbuf, è stato scoperto nel 2018 da Uejo, Wibowo e Motomura.

## Distribuzione e habitat
In questo momento la specie è presente nel sud del Giappone e Taiwan. Il suo habitat è identico al Abudefduf vaigiensis.